# Bodo – Eine ganz normale Familie
Bodo – Eine ganz normale Familie ist eine deutsche Jugend-Komödie mit Science-Fiction-Anleihen aus dem Jahr 1989 von Regisseurin Gloria Behrens. Sie bedient sich dabei Elementen aus der amerikanischen Filmkomödie L.I.S.A. – Der helle Wahnsinn.

## Handlung
Der 14-jährige Bodo Blinker ist ein Nerd, wie er im Buche steht: zwar intelligent und hochbegabt, dafür aber ein bebrillter und schmächtiger Außenseiter. In der Schule steht er meistens abseits, hat weder Freunde noch Freundin und muss die Hänseleien seiner Klassenkameraden ertragen – vor allem die seines Kommilitonen Alex. Auch seine karrierebesessenen Eltern sind ihm keine Hilfe. Diese kümmern sich nahezu nur um ihre Jobs und schicken Bodo zusätzlich wegen angeblich fehlendem Selbstbewusstsein zum Psychiater Doktor Frank. Schließlich soll aus ihm der Sohn werden, wie sie ihn sich immer vorgestellt haben.
Der introvertierte Bodo hat es schließlich satt, an den Idealen der anderen gemessen zu werden und wagt (angeregt durch ein Schulexperiment mit geklonten Haustieren) ein eigentlich utopisches Unternehmen: mithilfe seines Computers, eines Eis sowie seinen technischen Fähigkeiten bastelt er sich einen Doppelgänger, der alle Eigenschaften besitzt, die ihm fehlen. Trotz widriger Bedingungen gelingt das Unmögliche schließlich und vor ihm steht Bodo 2 mit allen gewünschten Charakteristika.
Nach einigen Anlaufschwierigkeiten, in welchen Bodo 2 das Original sogar aus dem Elternhaus wirft, raufen sich die Jungs zusammen und beginnen mit Erfolg Bodos tristen Alltag aufzufrischen. In Bodos Rolle überrascht der Klon die Eltern mit ungeahnten Kampfsport- und Tanzeinlagen, zeigt in der Schule geistige und sportliche Höchstleistungen und demoliert zum Ausdruck seines Selbstbewusstseins die Psychiaterpraxis. Dadurch steigt Bodos Ansehen enorm und er kommt endlich seiner großen Liebe näher: Klassenkameradin Nova, die in Alex' Schülerband singt.
Doch das Verwirrspiel hat auch Nachteile: Bodo 2 benötigt ständig Energie, die er sich u. a. durch den Verzehr von Spinat besorgt. Auch ist er nicht fähig, Emotionen wie Glück, Freude oder Liebe zu empfinden und wünscht sich daher von seinem „Erschaffer“ Bodo ein Herz. Die Eltern – vorrangig Frau Blinker – sind dagegen durch die beiden gleichaussehenden, aber gegensätzlichen Bodos sehr verwirrt und geraten immer mehr in Verzweiflung. Das Schlimmste aber ist, dass Bodo sich zur Erzeugung seines Klons versehentlich in das Computerprogramm der Versicherungsgesellschaft, in welcher sein Vater arbeitet, eingehackt hat. Dadurch wurde ein großes EDV-Chaos angerichtet, weshalb die beiden linkischen Detektive Nicky und Max zur Aufklärung des Falles engagiert werden. Diese kommen auch recht bald Bodo und seinem Klon auf die Schliche.
Das Ermittlerduo merkt, dass Bodos Erfindung wertvoll ist und ein Patent ihnen Millionen einbringen könnte. Zu diesem Zweck entführen sie durch eine Verwechslung (Klon und Original haben zuvor die Outfits getauscht) Bodo 2 – genau in dem Moment, als Bodo seinen Doppelgänger nach einer Bandprobe mit Nova zusammenbringen will, um ihm in einem letzten Versuch doch noch Gefühle herauszulocken. Die beiden verfolgen Nicky und Max im Auto von Bodos Mutter, wobei ihnen der Zufall zugutekommt: Im Irrglauben seines größten Wunsches lenkt Bodo 2 das Auto der Entführer in einen Süßwarenladen, da er ein dortiges Lebkuchenherz als echtes ansieht und haben möchte. Bodo und Nova können Nicky und Max überwältigen, den Klon wohlbehalten befreien sowie die Gefahr für ihn schlussendlich abwenden.
Am Ende werden Nova und Bodo ein Paar und verabschieden Bodo 2, der etwas von der Welt sehen möchte und sich auf Reisen begibt. In der letzten Szene sieht man zudem, dass sich wegen dieser Ereignisse nun sowohl Herr und Frau Blinker als auch Nicky und Max in psychiatrische Behandlung bei Doktor Frank begeben.

## Kritik
„Eine miserabel inszenierte Jugendkomödie, die Hollywood-Filme kopiert, vorgefertigte Klischees distanzlos übernimmt und weitgehend in Klamauk und albernen Kalauern versinkt.“

„'Bodo' spielt mit der Kinderphantasie von dem Freund, der einem ganz alleine gehört. Doch wie dem klassischen Zauberlehrling gerät auch dem Computer-Freak Bodo einiges außer Kontrolle. So hat Gloria Behrens einen flotten, phantasievollen Film für ein junges Publikum gedreht, mit technischen Spielereien und Genrezutaten (Autoverfolgungsjagd, Tortenschlacht) aufgepeppt. [...] 'Bodo' ist dankenswerter Weise auch kein Film mit typisch deutschem Frohsinn, sondern eine in Englisch gedrehte Kinderphantasie, die auf den internationalen Filmmarkt zielt. Gestresste Halbwüchsige mit Computer-Vorlieben gibt es zwischen Tokio und Toronto. 'Bodo' zeigt, dass nirgendwo der Computer Elternzuwendung ersetzen kann. Nicht mehr und nicht weniger.“

## Dies und das
- Obwohl es sich bei „Bodo“ um eine deutsche Produktion handelt, wurde der Film – offensichtlich wegen der britischen Darsteller in den jugendlichen Rollen – komplett in englischer Sprache gedreht. Als der Film dann 1993 unter dem Titel The Wiz Kid u. a. in den USA ausgestrahlt wurde, erhielt er kurioserweise noch mal eine neue englischsprachige Synchronisation.
- Nahezu alle im Film vorkommenden deutschen Schauspieler synchronisierten sich selbst. Der Österreicher Andreas Vitasek wurde hingegen von Arne Elsholtz gesprochen (der auch den Hausroboter der Blinkers synchronisierte), während Tom-Selleck-Standardstimme Norbert Langer Kabarettist Richard Rogler seine Stimme lieh. Die beiden Forbes-Brüder synchronisierte der damals 15-jährige Björn Schalla in einer seiner ersten großen Sprecherrollen.
- Der Soundtrack zum Film ist von Rhythmus und Stil der Musik der 1980er Jahre zuzuordnen. Unter anderem sind Gianna Nannini, Camouflage, Taco sowie Huey Lewis zu hören. Das Titellied zum Film ist Baby (Your love inside) und wird von der Sängerin Anna-Lucy gesungen. Geschrieben hat das Stück Kambiz Giahi, der auch etliche Musiken für andere TV-Produktionen verfasst und zusätzlich mit Anna-Lucy das ebenfalls zu hörenden Duett Muscles eingesungen hat.
- Als Nova und Bodo am Bahnhof Bodo 2 zu seiner Reise verabschieden, sieht man, dass dieser in einem Zug Richtung Herzfeld davonfährt. Die Stadt ist fiktiv und soll eine Anspielung darauf sein, dass der Klon sich sehnlichst ein Herz wünscht. Tatsächlich gibt es den Ort dreimal in Deutschland – aber kein einziger besitzt einen eigenen Bahnhof.
- Seit „Bodo“ haben die Forbes-Zwillinge Martin und Gary keinen Film mehr gedreht. Gleiches gilt für die Deutsche Narcisa Kukavica in ihrer bislang einzigen Filmrolle. Diese gewann sie im Rahmen eines Castings, welches die Jugendzeitschrift „Bravo“ seinerzeit ausrichtete.
- Der Sender ZDF, in dessen Programm der Film bislang ausschließlich lief, beteiligte sich an der Produktion.